# 砂子坂道場
砂子坂道場（すなこざかどうじょう）は、現在の石川県金沢市砂子坂町にあたる加賀国河北郡砂子坂に所在した浄土真宗の寺院。城端別院善徳寺や、法林寺村の光德寺の前身となった。戦国時代には、加賀・越中（富山県）国境における一向一揆の軍事拠点として山城的機能を有しており、富山県砺波市が製作するとやま城郭カードNo.93に選定されている。

## 概要

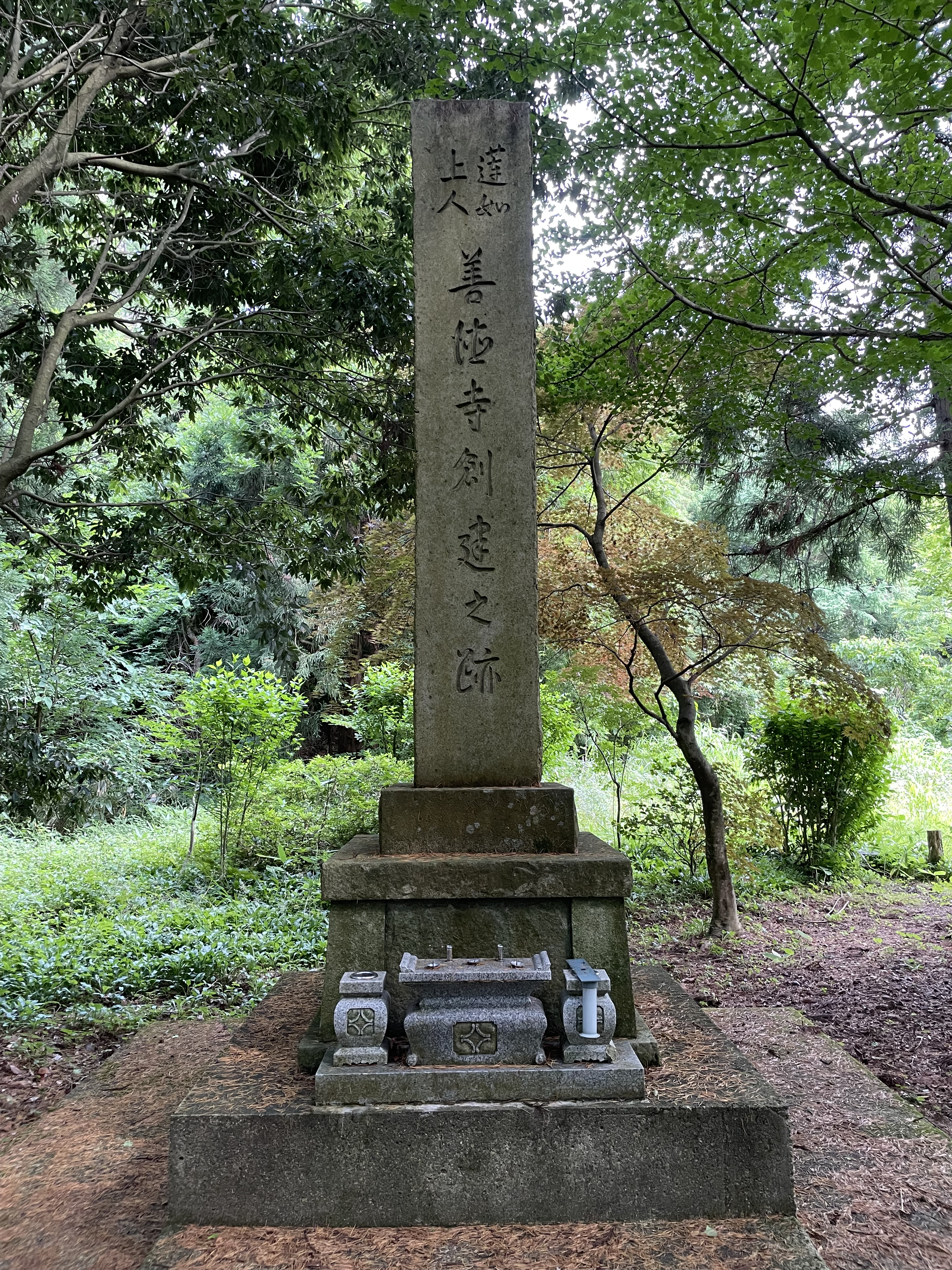
砂小坂の善徳寺跡

室町時代後期、加賀・越中国境地帯の砂子坂集落に高坂氏という土豪がいた。『元和九年光徳寺縁起之記録』によると、文明年間（1469年-1487年）に高坂四郎左衛門という武勇に優れた人物がいたが、実子がいなかったため弟の高坂治郎尉を後嗣とした。その後、高坂治郎尉は文明3年（1471年）に吉崎滞在中の本願寺8代蓮如の下を訪れ「道乗」という法名と阿弥陀如来の御絵像を与えられたという。
一方、本願寺5代綽如の3男・周覚（玄真）の末裔は北陸方面で布教を行ったことで知られており、特に「中通り道」と呼ばれる交通路上に真宗寺院を創建していた。加賀受徳寺栄玄が残した『栄玄聞書』には、「蓮如上人が吉崎に住まわれていた頃、加州河北三番砂子坂の道乗が本尊を望んだが、この人物は越前桂島照護寺の門徒であった」旨の記述がある。これと対応するように、善徳寺の寺伝にも「蓮如上人が吉崎に滞在していた頃、吉崎から井波瑞泉寺に向かう際に『砂子坂の周覚が布教していた旧地』に立ち寄り、道場を建立するよう手配し周覚の孫蓮真に委ねた」と伝える。これらの記録により、高坂治郎尉＝道乗は当初越前桂島照護寺の門徒として砂子坂道場を開き、その縁から後に照護寺の蓮真が道場に入ったことが分かる。
しかし、戦国時代に入った文明4年（1472年）8月に、照護寺の後ろ盾であった甲斐氏が朝倉氏に敗れると、照護寺は二俣に逃れざるを得なくなった。また、一向一揆の助けを得て加賀守護職を得た富樫政親も一向一揆の武力を危険視するようになり、文明7年（1475年）中に真宗門徒を弾圧した。これにより、河北郡の井上荘を拠点とする高坂氏は加賀国において立場を失い、その庇護下にあった砂子坂の蓮真も越中方面に進出せざるを得なくなった。そこで、恐らくは第2子の賢誓が誕生した文明9年（1477年）後、蓮真は法林寺（法輪寺）に寺基を移し、これが後の城端善徳寺に繋がっていく。
一方、道乗の後裔は蓮真の一族が去った後も砂子坂に残り、これが現在の光徳寺の前身となる。蓮真の退去後も、戦国時代を通じて砂子坂系列の寺院は砺波郡石黒地方に勢力を拡大した。光徳寺所蔵『文禄三年砂子坂末寺之覚帳』によると、文禄3年（1594年）までに砂子坂道場は法林寺・山本・岩木・三屋などに末寺を増やしている。これらの地域はいわゆる「石黒郷」に属し、かつて福光石黒家の支配下にあった石黒郷を、石黒家庶流の高坂氏=砂子坂道場が掌握していったと考えられている。
戦国時代を通じて砂子坂道場は道乗から乗慶・乗誓・道専へと受け継がれたが、道専没後の天正18年（1590年）11月9日に砂子坂の堂宇は落雷により焼失してしまった。この時高坂家の系図や宝物は燃えてしまったが、本尊のみは火中から飛び失せて躑躅の上に鎮座し残ったと伝えられる。その後、道専の息子・光乗坊は文禄4年（1595年）に砂子坂を去り、加賀国田近郷二日市村（現津幡町付近）に本尊を移した。慶長19年（1614年）、法林寺村にある末寺の旦那の働きかけにより、光乗坊は初めて法林寺地域に移り、以後現在に至るまでこの地に寺院を構えている。

## 発掘調査
砂子坂道場跡（伝善徳寺跡・伝光徳寺跡）は「加賀一向一揆関連遺跡」として周知の埋蔵文化財包蔵地（行政上の遺跡のある土地）の取り扱いを受けており、金沢市と金沢市埋蔵文化財センターおよび富山県南砺市による発掘調査が、2013年（平成25年）から2016年（平成28年）にかけて行われている。両寺の堂宇跡と伝わる地点からは、斜面や谷を人工的に造成して造った平坦面や池跡、井戸跡などが発見されている。
発掘調査が行われる以前は、光徳寺跡地とされる地点を「砂子坂道場（伝光徳寺跡）」、南東の善徳寺跡地とされる地点を「伝善徳寺跡（善徳寺遺跡）」という遺跡名で呼称していた。
しかし、2013年（平成25年）に行われた伝善得寺跡の発掘調査と、2014年（平成26年）に行われた伝光徳寺跡の発掘調査、さらにこれらの背後にあたる丘陵の稜線（加賀・越中の国境にあたり、現在は石川県金沢市と富山県南砺市との県境）で行われた2015年（平成27年）・2016年（平成28年）の発掘調査により、背後の丘陵稜線上には、約800メートルにわたって空堀や土塁、切岸、虎口などの防御施設が構築されていることが確認された。
これらの防御施設は、両寺の堂宇跡と同じく15世紀後半という短期間存続したことが出土遺物から判明しており、文明年間（1469年-1487年）に越中国（富山県）側で一向一揆と敵対した石黒氏の攻撃に備えて構築されたものと考えられている。なお、加越国境にあたる丘陵稜線に沿った約800メートルの空堀は、廃絶後に「釜中越」と呼ばれる山岳道として再利用された。
これらのことから、伝善徳寺跡と伝光徳寺跡は、800メートルもの巨大な堀で区画された一体の遺跡とみなされ「砂子坂道場跡（伝善徳寺地区・伝光徳寺地区）」と呼称されることとなった。ただし、城郭としての機能を備えていることから「道場」という呼称にも使用の上で検討の余地があるとされている。
加賀一向一揆の軍事拠点（山城）として、2024年（令和6年）にとやま城郭カードNo.93に選定された。